# Morski psi mrkalji
Morski psi mrkalji (lat. Dalatiidae) porodica morskih pasa kojoj pripadaju sedam rodova s ukupno 9 vrsta. rašireni su od Arktika do Antarktika. U Jadranu živi pas mrkalj (Dalatias licha) i to na dubinama od 200 – 700 metara.
Ovo su također manje vrste morskih pasa koje žive na velikim dubinama kao i oni iz porodice Centrophoridae. Neke vrste razvile su i organe za bioluminiscenciju.

## Rodovi
1. Dalatias Rafinesque, 1810
2. Euprotomicroides Hulley & Penrith, 1966
3. Euprotomicrus Gill, 1865
4. Heteroscymnoides Fowler, 1934
5. Isistius Gill, 1865
6. Mollisquama Dolganov, 1984
7. Squaliolus Smith & Radcliffe, 1912

## Vanjske poveznice
|  | Zajednički poslužitelj ima još gradiva o temi Dalatiidae |
|  | Wikivrste imaju podatke o taksonu Dalatiidae             |